# Хмелівка (притока Смілки)
Хмелівка — річка  в Україні, у Полонському і Шепетівському районах Хмельницької області. Права притока притока Смілки (басейн Дніпра).

## Опис
Довжина річки приблизно 11 км.

## Розташування
Бере початок на південно-східній стороні від Буртина. Спочатку тече на північний захід, а потім на північний схід і на північно-західній стороні від Хмелівки впадає у річку Смілку, ліву притоку Случі.